# Ozer Construction
Ozer Construction este o companie mulținatională turcă înființată în 1963, care activează în domeniul construcțiilor.

## Ozer în România
Compania activează pe piața din România din anul 2000.
Printre proiectele construite de Ozer se numără București Mall, Europe House, America House, Caro Castel Ofiice, clădirea de birouri Multigalaxy și proiectele rezidențiale Liziera și Oxford Grden în zona Pipera.